# Eldfågeln (film)
Eldfågeln är en svensk-italiensk musik- och dansfilm från 1952, i regi av Hasse Ekman. 

## Handling
En känd italiensk operasångare avböjer ett gästspel i Stockholm, då han tror att det går isbjörnar på gatorna. Men när han ser en svensk dansfilm med den vackra ballerinan Linda Corina blir han eld och lågor.

## Om filmen
Maurice Béjart, som svarade för filmens koreografi, blev senare en av världens ledande koreografer. Filmen spelades in endast i en engelskspråkig version. Vid lanseringen i USA gjordes på amerikansk begäran kompletteringstagningar som infogades i en ny version med ett lyckligare slut där huvudpersonerna, den italienske sångaren och den svenska ballerinan, får varandra.
Filmen hade världspremiär den 12 augusti 1952 på biograf Royal i Stockholm.
Eldfågeln har visats i SVT, bland annat 2004, 2005, 2010, 2013, i september 2020, i augusti 2022 och i oktober 2024

## Rollista i urval
- Tito Gobbi – Mario Vanni, italiensk operasångare
- Ellen Rasch – Linda Corina, prima ballerina vid Kungliga Operan i Stockholm
- Eva Henning – Alice Lund, solodansös vid Operan
- Bengt Blomgren – Frank, scenmästare, Lindas fästman
- Georg Rydeberg – Jascha Sacharowitch, balettmästare
- Åke Falck – Spinky, Vannis impressario
- Märta Arbin – Franks mor
- Alan Blair – Johan A. Sjöberg, Lindas läkare
- Märta Dorff – sömmerska på Operan
- Gull Natorp – Tilda, påkläderska på Operan
- Björn Holmgren – John, balettsolist (Sparven i Eldfågeln)
- Gun Skoogberg – balettsolist
- Maurice Béjart – Alex, balettsolist (Jägaren i Eldfågeln)
- Leon Björker – Stengästen i Mozarts opera Don Juan

## Musik i filmen
- Titel Torna! (Torna! (Kom tillbaka)), kompositör Nicola Valente, italiensk text Pacifico Vento svensk text Karl-Ewert, framförs med sång på italienska av Tito Gobbi
- À Paris dans chaque faubourg, kompositör Maurice Jaubert, text René Clair, instrumental, dans Ellen Rasch, Maurice Béjart och Björn Holmgren
- Pour moi tout' seul, kompositör Guy Lafarge och Philippe Bloch, text Flavien Monod, instrumental, dans Ellen Rasch, Maurice Béjart och Björn Holmgren
- Je ne connais pas la fin (En melodi från Paris) , kompositör Marguerite Monnot, fransk text Raymond Asso svensk text Sven Lindberg, instrumental, dans Ellen Rasch, Maurice Béjart och Björn Holmgren
- Finch' han dal vino. ur Don Giovanni (Champagnearian. ur Don Juan), kompositör 1787 Wolfgang Amadeus Mozart, italiensk text 1787 Lorenzo Da Ponte svensk text 1813 Carl Gustaf Nordforss svensk text 1856 Wilhelm Bauck nyare svensk text Herbert Sandberg svensk text 1961 Erik Lindegren, framförs med sång på italienska av Tito Gobbi
- Don Giovanni, a cenar teco. ur Don Giovanni (Stengästens aria. ur Don Juan), kompositör 1787 Wolfgang Amadeus Mozart, italiensk text 1787 Lorenzo Da Ponte svensk text 1813 Carl Gustaf Nordforss svensk text 1856 Wilhelm Bauck nyare svensk text Herbert Sandberg svensk text 1861 Erik Lindegren, framförs med sång på italienska av Leon Björker (Stengästen), Tito Gobbi (Don Juan) och Sven-Erik Jacobsson (Leporello)
- Ack, Värmeland du sköna (Värmlandssången), text Anders Fryxell, framförs med sång på svenska av Nicolai Gedda och Tito Gobbi
- Marechiare, kompositör Paolo Tosti, text Salvatore Di Giacomo, framförs med sång på italienska av Tito Gobbi
- Nötknäpparen. Grand pas de deux classique (Casse-Noisette. Grand pas de deux classique, kompositör Pjotr Tjajkovskij, dans Ellen Rasch och Björn Holmgren
- Madamina, il catalogo è questo. ur Don Giovanni (Nådig damen, här är katalogen/Sköna Donna! Här ser ni katalogen/Katalogarian),  kompositör 1787 Wolfgang Amadeus Mozart, italiensk text 1787 Lorenzo Da Ponte svensk text 1813 Carl Gustaf Nordforss svensk text 1856 Wilhelm Bauck nyare svensk text Herbert Sandberg svensk text 1961 Erik Lindegren, framförs med sång på italienska av Tito Gobbi
- L'Oiseau de feu (Eldfågeln), kompositör Igor Stravinskij, instrumental, dans Ellen Rasch, Maurice Béjart och Björn Holmgren

## DVD
Filmen gavs ut nyrestaurerad av Svenska Filminstitutet på DVD 2015 (Studio S Entertainment).